# Präsidentschaftswahl in Bosnien-Herzegowina 2018
Die 7. Wahl zum Staatspräsidium von Bosnien und Herzegowina fand am 7. Oktober 2018 parallel zu den Parlamentswahlen statt.
Bei dieser wurden Šefik Džaferović von der Stranka demokratske akcije (SDA) als bosniakischer, Željko Komšić von der Demokratska fronta BH (DF-GS) als kroatischer und Milorad Dodik vom Savez nezavisnih socijaldemokrata (SNSD) als serbischer Vertreter ins dreiköpfige Staatspräsidium gewählt.
Gemeinsam bilden sie das Staatspräsidium von Bosnien und Herzegowina in der Wahlperiode bis 2022, wobei Milorad Dodik als erster den Vorsitz übernahm. Dieser wechselt alle acht Monate.

## Wahlergebnis

### Föderation Bosnien und Herzegowina

#### Bosniakischer Vertreter
| Kandidat          | Partei                                         | Stimmen | %     |
| ----------------- | ---------------------------------------------- | ------- | ----- |
| Šefik Džaferović  | Stranka demokratske akcije                     | 212.581 | 36,31 |
| Denis Bećirović   | Socijaldemokratska partija Bosne i Hercegovine | 194.688 | 33,53 |
| Fahrudin Radončić | Savez za bolju budućnost Bosne i Hercegovine   | 75.210  | 12,95 |
| Mirsad Hadžikadić | Platforma za progres                           | 58.555  | 10,09 |
| Senad Šepić       | Nezavisni blok                                 | 29.922  | 5,15  |
| Amer Jerlagić     | Stranka za Bosnu i Hercegovinu                 | 9.655   | 1,66  |
|                   |                                                |         |       |
| Gesamt            | Gesamt                                         | 580.611 | 100   |

#### Kroatischer Vertreter
| Kandidat                  | Partei                                             | Stimmen | %     |
| ------------------------- | -------------------------------------------------- | ------- | ----- |
| Željko Komšić             | Demokratska fronta                                 | 225.500 | 52,64 |
| Dragan Čović              | Hrvatska demokratska zajednica Bosne i Hercegovine | 154.819 | 36,14 |
| Diana Zelenika            | Hrvatska demokratska zajednica 1990                | 25.890  | 6,04  |
| Boriša Falatar            | Naša stranka                                       | 16.036  | 3,74  |
| Jerko Ivanković-Lijanović | Narodna stranka radom za boljitak                  | 6.009   | 1,42  |
|                           |                                                    |         |       |
| Gesamt                    | Gesamt                                             | 428.254 | 100   |

### Republika Srpska

#### Serbischer Vertreter
| Kandidat        | Partei                            | Stimmen | %     |
| --------------- | --------------------------------- | ------- | ----- |
| Milorad Dodik   | Savez nezavisnih socijaldemokrata | 368.210 | 53,88 |
| Mladen Ivanić   | Savez za pobjedu                  | 292.065 | 42,74 |
| Mirjana Popović | Srpska napredna stranka           | 12.731  | 1,86  |
| Gojko Kličković | Prva srpska demokratska stranka   | 10.355  | 1,52  |
|                 |                                   |         |       |
| Gesamt          | Gesamt                            | 683.361 | 100   |